# Senorady
Senorady (česky do roku 1918 Senohrady; německy Senohrad, Senorad) jsou obec v okrese Brno-venkov v Jihomoravském kraji. Nacházejí se v Jevišovické pahorkatině. Žije zde 383 obyvatel.
Sousedními obcemi jsou Biskoupky, Čučice, Ketkovice a Nová Ves v okrese Brno-venkov a Kuroslepy, Mohelno a Lhánice v okrese Třebíč (Kraj Vysočina).

## Historie
První písemná zmínka o obci pochází z roku 1351. V obci byly také nalezeny zbytky pravěkého hradiště, antické mince a měděné nástroje. V roce 1900 byl v obci založen hasičský spolek, v roce 1911 čtenářský spolek a v roce 1934 spolek Domovina. Obecná škola byla založena v roce 1848. Mezi lety 1949 a 1960 byla obec začleněna do okresu Velká Bíteš.
K 1. lednu 2005 byla obec Senorady převedena z okresu Třebíč (Kraj Vysočina) do okresu Brno-venkov (Jihomoravský kraj).

## Obyvatelstvo
V obci Senorady žije přibližně 400 obyvatel, kteří se v minulosti živili převážně zemědělstvím a nyní většina lidí za prací dojíždí do blízkých měst.
| Rok            | 1869 | 1880 | 1890 | 1900 | 1910 | 1921 | 1930 | 1950 | 1961 | 1970 | 1980 | 1991 | 2001 | 2011 | 2021 |
| -------------- | ---- | ---- | ---- | ---- | ---- | ---- | ---- | ---- | ---- | ---- | ---- | ---- | ---- | ---- | ---- |
| Počet obyvatel | 427  | 501  | 533  | 550  | 561  | 575  | 564  | 558  | 561  | 527  | 476  | 464  | 410  | 409  | 373  |
| Počet domů     | 72   | 76   | 81   | 89   | 97   | 105  | 126  | 147  | 132  | 129  | 133  | 157  | 156  | 162  | 165  |

Vývoj počtu obyvatel

## Pamětihodnosti
- pozdně barokní zvonice na návsi, datovaná 1807
- klasicistní kamenné krucifixy datované 1794 a 1803
- busta T. G. Masaryka
- pomník padlým
- tvrziště Šance

## Turistika
Senorady leží v turistické oblasti mezi dvěma řekami Jihlavou a Oslavou. Na kraji obce se nacházel zaniklý hrádek zvaný Šance, v okolí jsou zříceniny hradů Levnova a Kraví Hory.

## Osobnosti
- Ctibor Zarubský z Hofeřic (16. stol), nejvyšší správce maršálství krumlovského
- František Lemberk (1894–1942), učitel a bojovník proti fašismu
- Josef Matoušek, učitel a spisovatel
- Jiří Kolařík (1921–1984), dramaturg

## Farnost
Senorady patří do římskokatolické farnosti Mohelno, která se nachází v brněnské diecézi, v třebíčském děkanství.

## Galerie

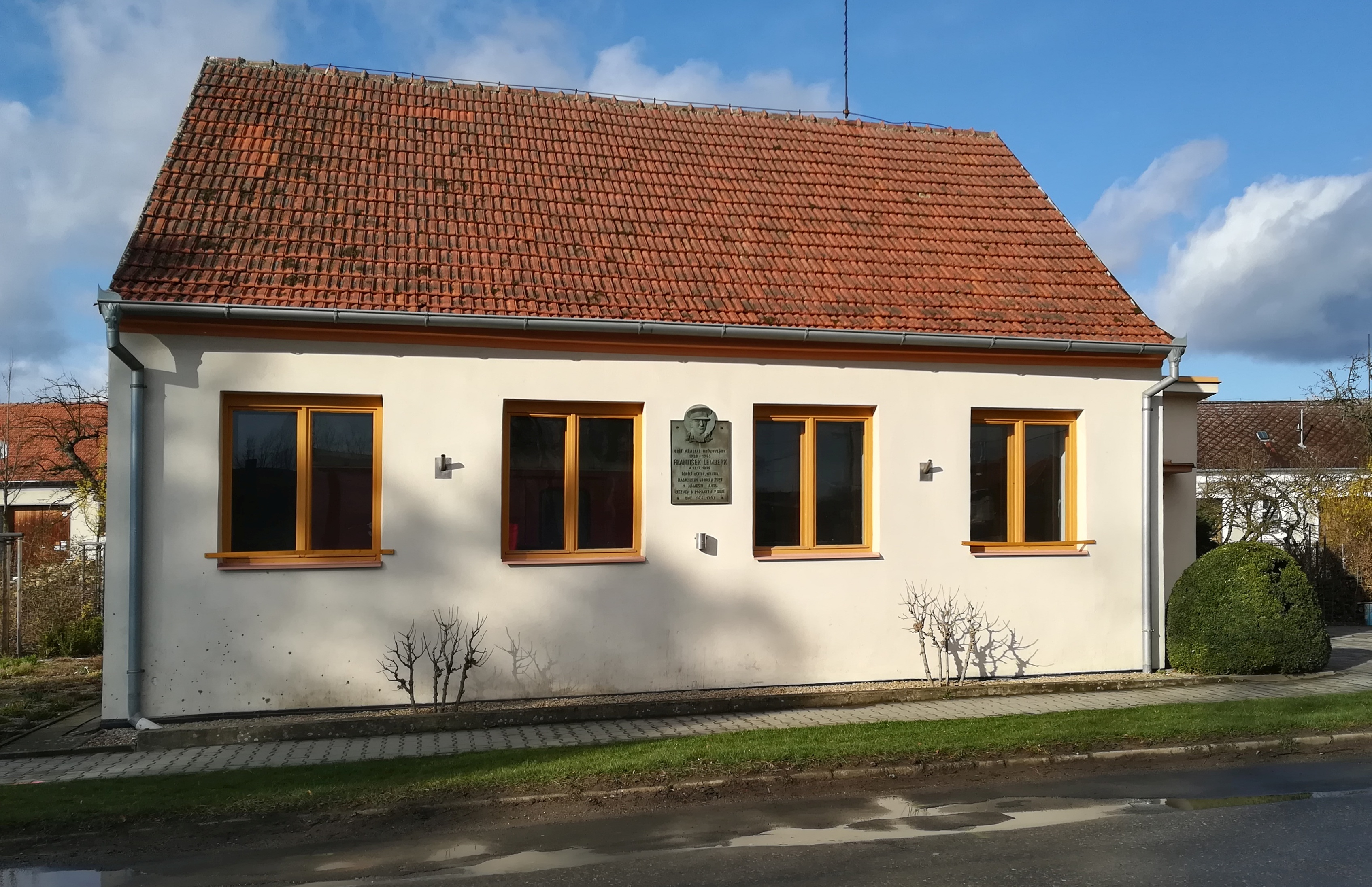
Hasičská zbrojnice
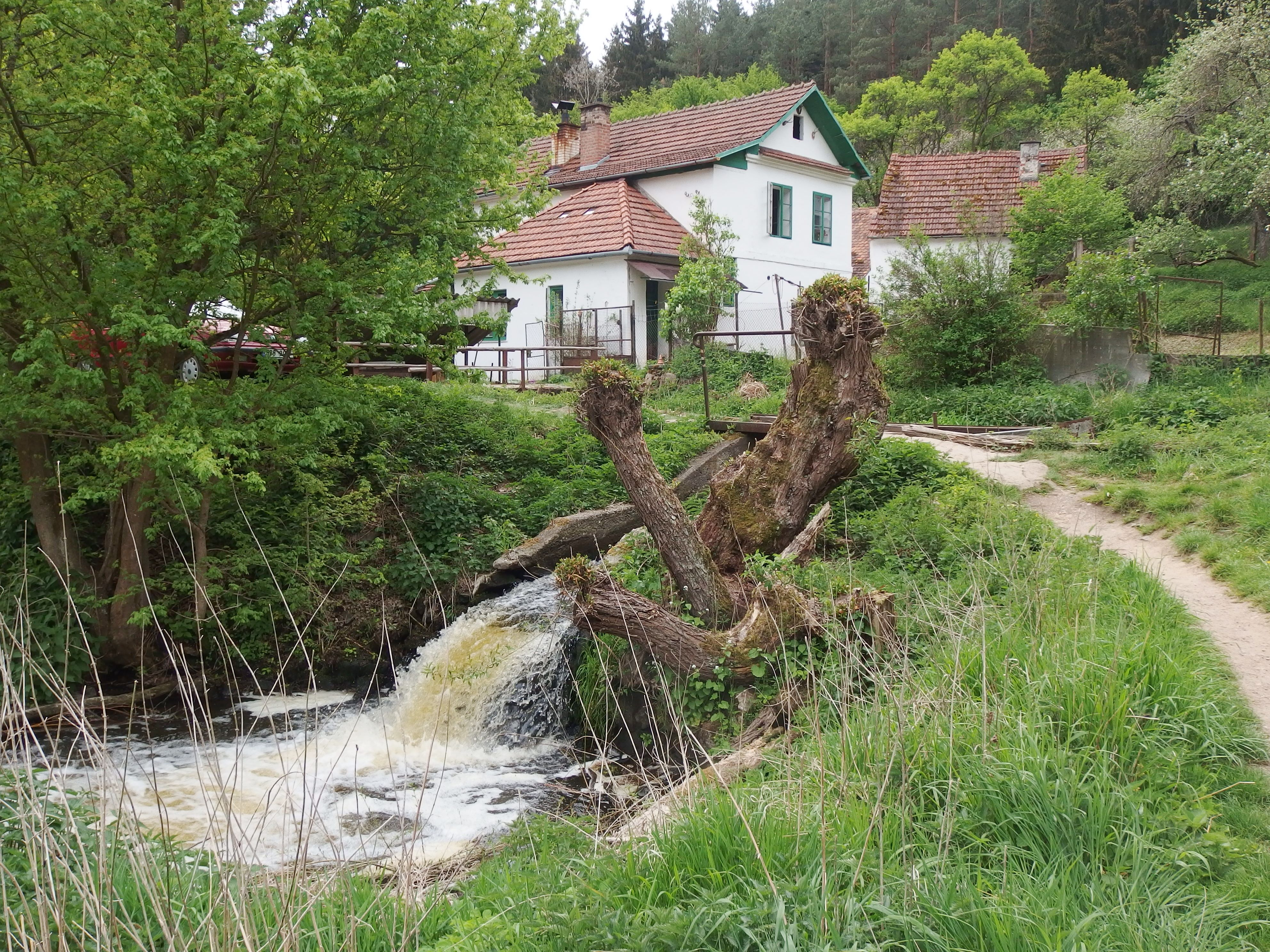
Senoradský mlýn
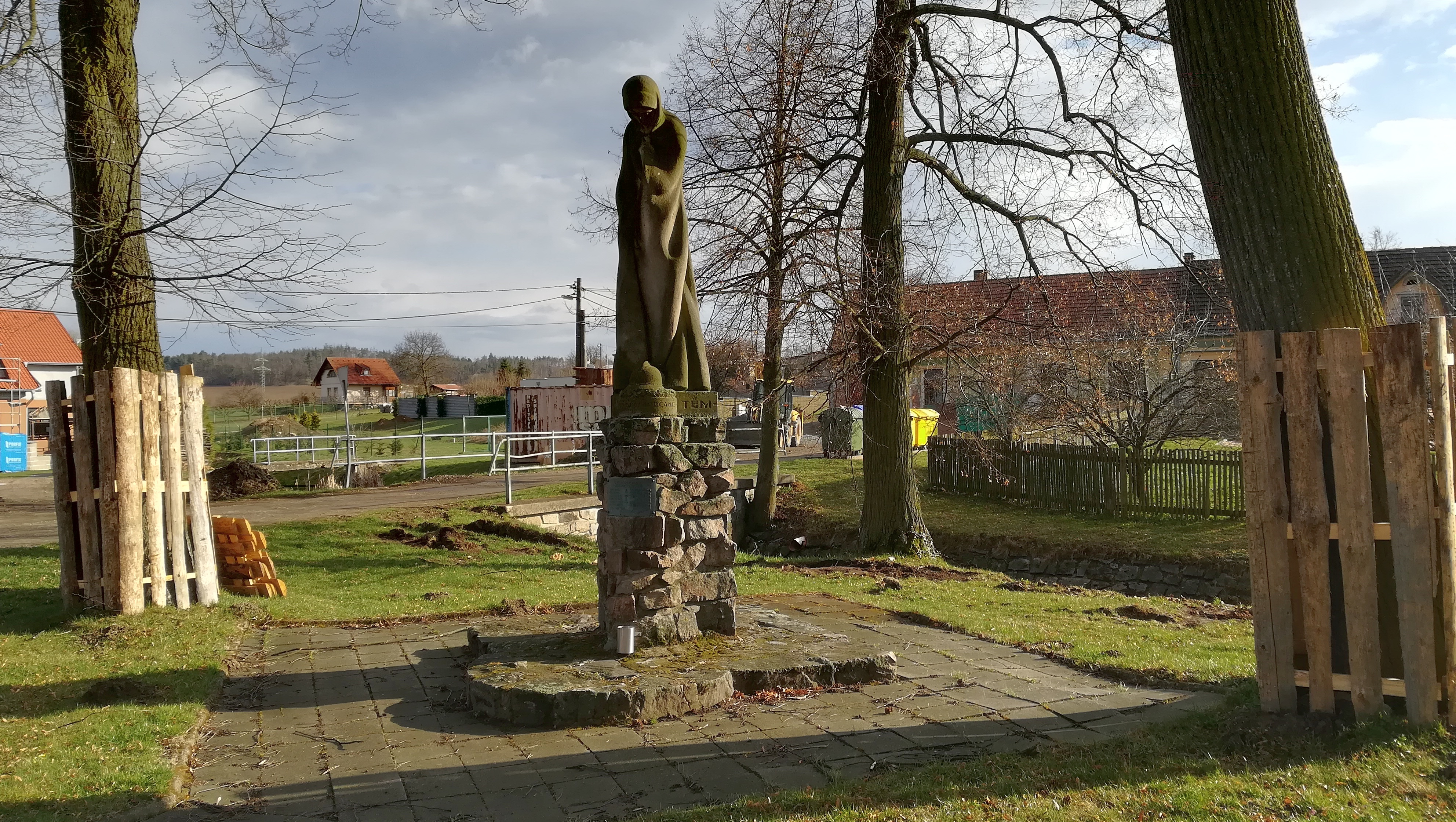
Pomník padlým
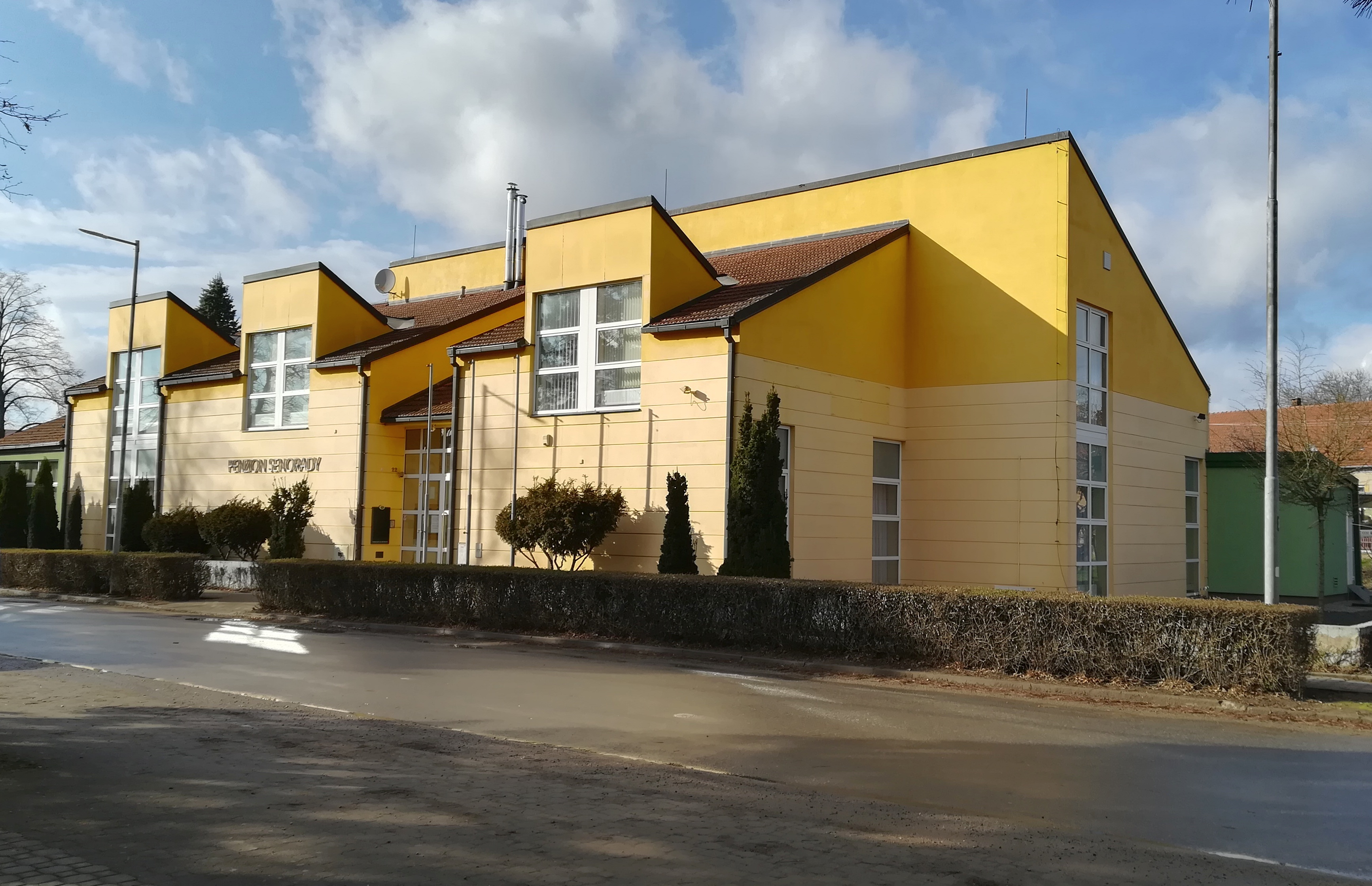
Penzion Senorady
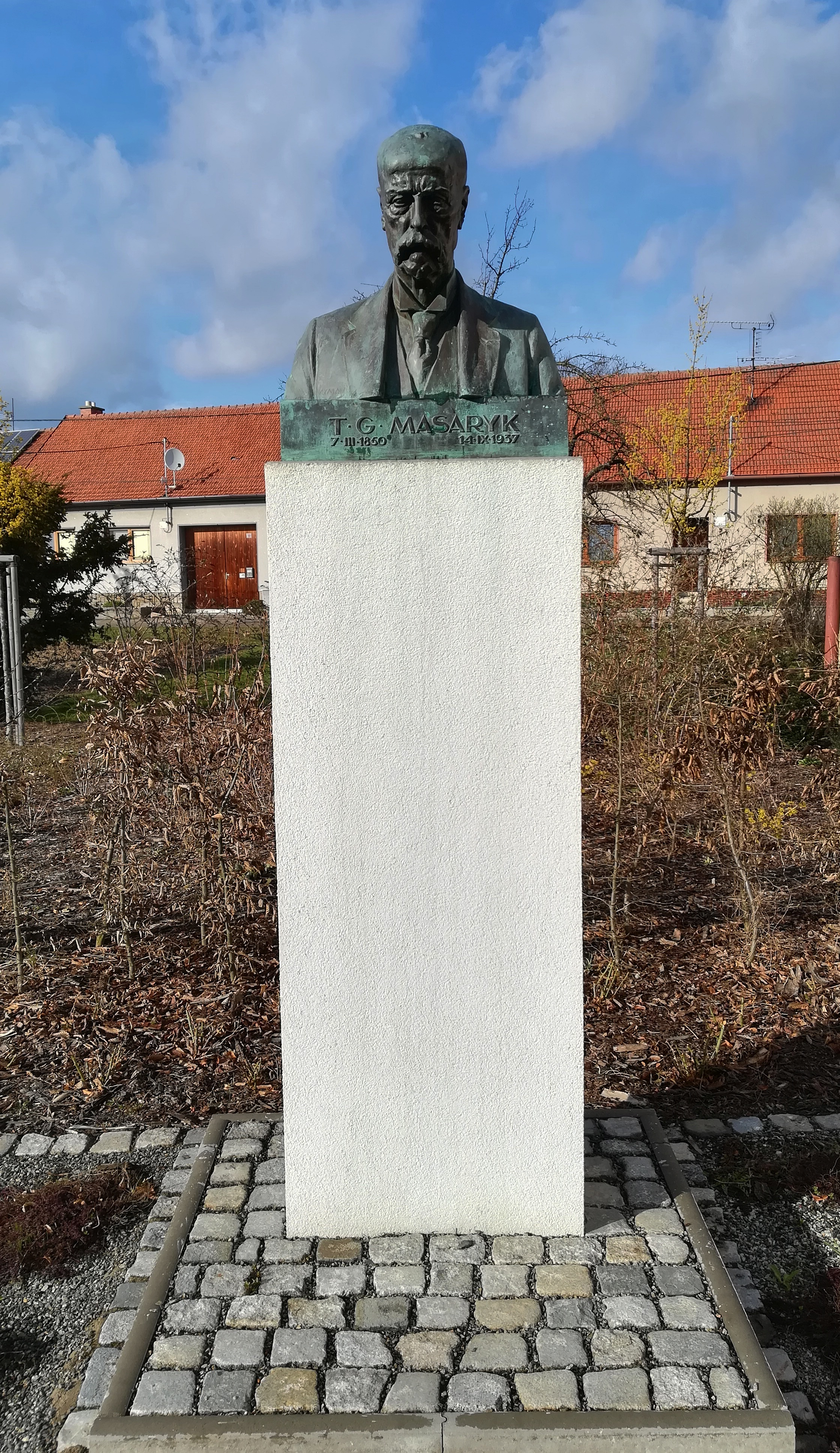
Busta T.G.M.
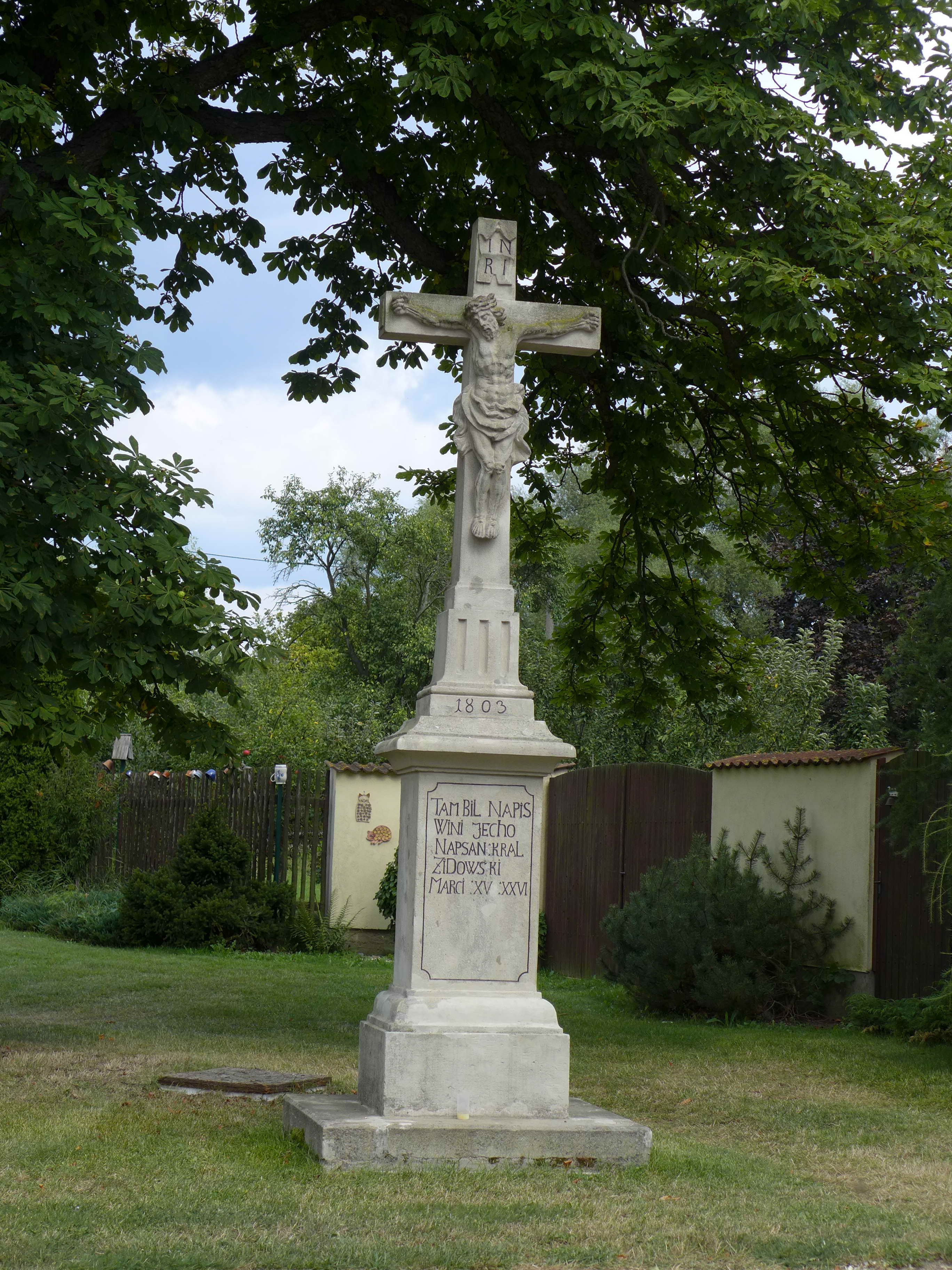
Kříž z roku 1803